# (223) Rosa
(223) Rosa est un gros astéroïde de la famille de Thémis. Il est classé dans la catégorie des astéroïdes de type C et de type P, il est donc probablement composé de matière carbonée riche en glace d'eau. Il a été découvert par Johann Palisa le 9 mars 1882, à Vienne. L'origine du nom n'est pas connue.
Les observations photométriques effectuées en 2011-2012 à l'observatoire d'Organ Mesa à Las Cruces, au Nouveau-Mexique, ont produit une courbe de lumière d'une période de 20,283 ± 0,002 heures et d'une variation de luminosité de 0,13 ± 0,02 en magnitude. La courbe a deux maxima et minima asymétriques par cycle de 20,283 heures.
Le vaisseau spatial JUICE dont le départ est prévu en 2023 devrait traverser par deux fois la ceinture d'astéroïdes, un survol de Rosa a été proposé par des scientifiques. Si le survol est confirmé, JUICE passera au plus proche de l'astéroïde le 15 octobre 2029.